# Leon Löwentraut

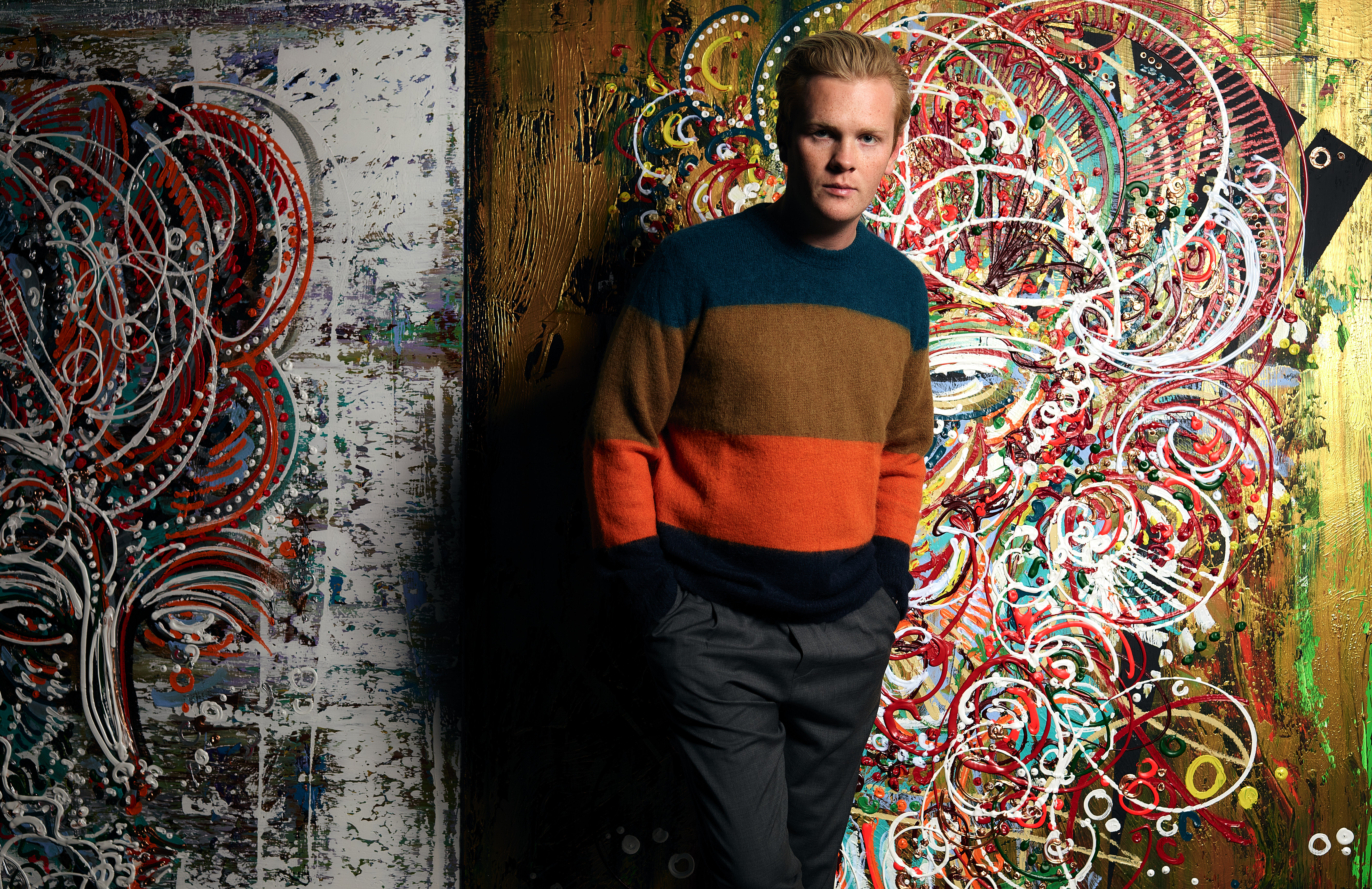
Leon Löwentraut vor zwei seiner Gemälde in seinem Atelier in Düsseldorf, 2021

Leon Löwentraut (* 15. Februar 1998 in Kaiserslautern) ist ein deutscher Künstler. Löwentraut hat Ateliers in Portugal und in der Nähe von Düsseldorf und lebt hauptsächlich außerhalb Deutschlands.

## Werdegang
Löwentrauts Interesse an der Kunst wurde durch die Malerei seiner Mutter geweckt. Schon während seiner Schulzeit u. a. auf der Jesuitenschule Aloisiuskolleg in Bonn-Bad Godesberg und dem Georg-Büchner Gymnasium in Kaarst verkaufte er erste Bilder.
Nach ersten Ausstellungen seiner Werke in Galerien bei München und in Hamburg kam es nicht nur wegen seines jungen Alters zur Berichterstattung in verschiedenen Medien. Im Januar 2015 trat er in der Fernsehsendung TV total auf, in der er mit Moderator Stefan Raab gemeinsam ein Action-Painting-Bild malte.
Martin Zips schrieb in der Süddeutschen Zeitung, Löwentraut werde „von einer geld- und publicityvernarrten Kunst- und Medienszene ein bisschen früh zum neuen Picasso hochgejubelt“. Der Spiegel kam zu dem Schluss: „Sein bunter, wilder Stil kommt an.“ Der Standard kommentierte, hinter dem Phänomen stecke „eine ganze PR-Maschinerie“. Sein Versuch, an die Düsseldorfer Kunstakademie zu kommen, sei gescheitert, die Feuilletons belächelten ihn. Der Kunsthistoriker Wolfgang Ullrich bezeichnete Löwentraut als „Helene Fischer der Kunstwelt“.
In den Jahren 2015 und 2016 wurden ausgewählte Werke in Galerien in London und New York sowie Singapur und Basel gezeigt. Anfang 2018 präsentierte Edelmann Arts unter dem Titel Explosive Painter neue Gemälde von Leon Löwentraut in New York. Summer Madness lautete der Ausstellungstitel in der Gerhardt Braun Gallery in Palma de Mallorca – ebenfalls 2018. 
Die Rheinische Post würdigte ihn in einem Artikel vom 5. Juni 2018 mit dem Titel Shootingstar – Neue Dimension für Löwentraut und schrieb: „Leon Löwentrauts (20) Aufstieg scheint unaufhaltsam. Von der Kunstwelt zum Teil kritisch beäugt, zum Teil frenetisch gefeiert, kommt der junge Künstler nun sogar zu politischen und musealen Ehren.“ Unter dem Thema LEON LÖWENTRAUT – ONGOING THING^21 widmete die Martin Asbæk Gallery in Kopenhagen Leon Löwentraut die 21. Bilderschau des 21-jährigen Künstlers. Es folgten in Deutschland weitere Ausstellungen, so 2017 und 2019 in der Düsseldorfer Galerie Geuer & Geuer. Bereits am Eröffnungsabend waren sämtliche Werke ausverkauft.
Im Jahr 2020 widmete die Kunsthalle Messmer in Riegel am Kaiserstuhl, Baden-Württemberg, Löwentraut eine umfassende Werkschau. Im selben Jahr zeigte die Kulturraffinerie K714 in Monheim am Rhein u. a. seine coronapandemiebezogene großformatige Bildserie Lockdown und eine 1,90 m hohe, handübermalte Bronzeskulptur, die sich mit seinem zentralen Thema Different Minds auseinandersetzt.
Anfang 2020 übergab Löwentraut in einem Festakt eine für den Landtag Nordrhein-Westfalen kreierte Arbeit. Sein Werk Together for the Future (dt. ‚Zusammen für die Zukunft‘), in dem der Künstler den Landtag von innen aus der Vogelperspektive zeigt und in dem es um die gemeinsame Verantwortung für die Zukunft von Jung und Alt geht, wurde offiziell in die Kunstsammlung des Landtags Nordrhein-Westfalen aufgenommen und schmückt gemeinsam mit Werken u. a. von Günther Uecker und Jörg Immendorff die Wandelhalle des Parlaments. 2020 wählte das Wirtschaftsmagazin Forbes Löwentraut auf Platz 3 seiner 30-under-30-Liste.
2021 erfolgte die Museumstournee „Leonismo“. In seinen eigens für die Ausstellung konzipierten Arbeiten setzte sich Löwentraut mit der Formensprache der Renaissance und des Barock, wie etwa der des spanischen Hofmalers Diego Velázquez, auseinander. In einer weiteren Serie griff Leon Löwentraut die im 15. Jahrhundert populäre Bildform des Tondos (Rundbild) auf. Stationen waren die Biblioteca Nazionale Marciana in Venedig, das Museum Kunstforum in Wien und das Bayerische Nationalmuseum in München.
2022 erschien im teNeues Verlag eine Leon-Löwentraut-Monografie mit 220 hochauflösenden Farbfotografien ausgewählter Werke sowie Texten zu deren Entstehungsgeschichte. Ergänzt wird das Buch durch Augmented-Reality-Elemente – Filmmaterial mit Interviews und Atelierbesuchen. Der teNeues Verlag präsentierte den Bildband im Beisein des Künstlers auf der Frankfurter Buchmesse.

## Kunstaktionen

### #Art4GlobalGoals
Für die Kampagne #Art4GlobalGoals malte Leon Löwentraut mit Unterstützung der UNESCO, der YOU Stiftung und Geuer & Geuer Art insgesamt 17 Gemälde. Die Eröffnungsausstellung der Kampagne #Art4GlobalGoals fand im April 2018 im Pariser Hauptsitz der UNESCO statt. Seitdem war der Zyklus in verschiedenen Museen, u. a. im Osthaus Museum in Hagen, im Museum Burg Vischering in Lüdinghausen, im Puschkin-Museum in St. Petersburg und im Palazzo Medici Riccardi in Florenz zu sehen. Bundesminister Gerd Müller (CSU), Schirmherr der Kampagne #Art4GlobalGoals, präsentierte die Bilderserie zudem im Bundesministerium für wirtschaftliche Entwicklung und Zusammenarbeit in Berlin.

### Global Gate
Das Global Gate ist ein mobiles Kunstwerk, es besteht aus 37 ISO-Containern, die das Brandenburger Tor nachempfinden, und wurde am 24. November 2020 auf dem Gelände von Lufthansa Cargo am Frankfurter Flughafen aufgestellt. Der Künstler bezeichnet sein Werk als „größtes mobiles Kunstwerk der Welt“. Es ist das 18. Werk der Kampagne Art4GlobalGoals. Die Front und die Durchgänge sind mit den Motiven des Künstlers gestaltet, die im Rahmen der Kampagne entstanden sind. Das Global Gate soll weltweit gezeigt werden. Löwentraut entwickelte aus seinen Erfahrungen zum Thema Nachhaltigkeit seine Sustainable Vision of Leon Löwentraut. Es gehe darum, dem Menschen den Spiegel vors Gesicht zu halten und ihn auf das hochwichtige Thema Nachhaltigkeit aufmerksam zu machen. Von November 2021 bis Ende März 2022 stand das Kunstwerk in Dubai vor dem Burj Khalifa, dem höchsten Gebäude der Welt, am bekannten Burj Plaza.

#### Lichtkunstperformances
Ab dem 5. März 2021 wurde der Düsseldorfer Fernsehturm eine Woche lang mit einer Collage aus Löwentrauts Werken (u. a. aus seinem Werkzyklus #Art4GlobalGoals) illuminiert.
Zum 18. Festival of Lights in Berlin wurden Löwentrauts Interpretationen der 17 Nachhaltigkeitsziele der Vereinten Nationen auf den Berliner Fernsehturm projiziert. Motto des Festivals: „Vision our Future.“ Für das Brandenburger Tor hatte Löwentraut anlässlich des Festivals das Werk „Blue Horizon“ geschaffen. Leon Löwentraut: „Mein Bild Blue Horizon steht ebenso wie das Brandenburger Tor für die Überwindung von Grenzen und für ein Miteinander“.

## Kunstprojekte
Die Hochschule Kaiserslautern erteilte Leon Löwentraut für das Wintersemester 2021/2022 einen Lehrauftrag im Studiengang Virtual Design zum Thema „Future Exhibition Design“. Ziel war es, intelligente Inszenierungsformate für den Kunstsektor zu entwickeln, um analoge Kunst mit digitalen Möglichkeiten greifbarer zu machen. Entstanden ist die interaktive Rauminstallation „Volar“, die den Schaffensprozess für Besucher sinnlich nachvollziehbar darstellt.
Das Projekt „Volar“ wurde bei Löwentrauts Ausstellung im Barockmuseum Salzburg im Mirabellgarten im Juli 2022 und in der Gerhardt Braun Gallery in Madrid im September 2022 dem Publikum präsentiert. 2023 wurde „Volar“ vom Art Directors Club (ADC) mit Gold ausgezeichnet. Im ADC Wettbewerb werden jährlich die kreativsten Arbeiten im deutschsprachigen Raum geehrt.
Zudem erhielt „Volar“ den DIVR Science Award 2023 in der Kategorie Performance & Art.

## Auszeichnungen
Am 1. Dezember 2023 wird Leon Löwentraut von der Ernst Barlach Gesellschaft der Ernst Barlach Preis für Bildende Kunst verliehen. Seit 1995 vergibt die Ernst Barlach Gesellschaft den Ernst Barlach Preis für Bildende Kunst, um auf besonders innovative künstlerische Positionen aufmerksam zu machen. Der Vorstand der Ernst Barlach Gesellschaft hat sich einstimmig für die Vergabe des Ernst Barlach Preises an Leon Löwentraut ausgesprochen.

## Ausstellungen (Auswahl)
- 2016: Night Of Creativity, Düsseldorf, Deutschland
- 2018: #Art4GlobalGoals, UNESCO Zentrale, Paris, Frankreich
- 2018: Zwanzig – Leon Löwentraut, Osthaus Museum, Hagen, Deutschland
- 2019: Dialog der Generationen, Gemeinschaftsausstellung mit Armin Mueller-Stahl, Puschkin-Museum, Sankt Petersburg, Russland
- 2020: Leon Löwentraut – Jung, provokativ und erfolgreich, Kunsthalle Messmer, Riegel am Kaiserstuhl, Deutschland
- 2021: Leonismo, Biblioteca Nazionale Marciana, Venedig, Kunstforum, Wien, Bayerisches Nationalmuseum
- 2022: Art in Oisterwijk, Oisterwijk, Niederlande
- 2022: Volar, Barockmuseum, Salzburg, Österreich
- 2023: Luminous, Schloss Ludwigsburg, Deutschland
- 2023: Barlach Kunstmuseum Wedel, Deutschland

## Belege
1. ↑  Nathalie Riahi: Schüler begeistert mit Kunstwerken: Leon (16), der Geheimtipp in der Kunstszene. In: express.de. 5. Oktober 2014, abgerufen am 6. Februar 2017.
2. ↑  Maximilian Mühlens: Leon Löwentraut gilt als Shootingstar der Kunstszene. In: General Anzeiger Bonn. 9. August 2015, abgerufen am 3. Mai 2018.
3. ↑  Kaarst: Mit 16 Jahren künstlerisches Multitalent. In: RP ONLINE. 30. Oktober 2014, abgerufen am 2. Januar 2025.
4. 1 2  Stefan Reinelt: Mit 16 Jahren künstlerisches Multitalent. In: Rheinische Post vom 30. Oktober 2014, abgerufen am 16. Juli 2015.
5. ↑  Susanne Baller: 17 Jahr, Shootingstar. In: stern.de. 4. August 2015, abgerufen am 6. Februar 2017.
6. ↑  Nachwuchskünstler Leon Löwentraut: Mit 16 schon expressiv-abstrakt. In: Spiegel Online. 29. Dezember 2014, abgerufen am 6. Februar 2017.
7. ↑  Ben trifft Nachwuchskünstler Leon Löwentraut (Memento vom 16. Juli 2015 im Internet Archive). In: KiKA vom 25. Februar 2015.
8. ↑  Raab malt mit dem Wunderkind – TV total auf YouTube, vom 30. Januar 2015.
9. ↑  Martin Zips: Schön doof – Adieu, Baselitz. In: sueddeutsche.de. 17. Juli 2015, abgerufen am 6. Februar 2017.
10. ↑  Armin Himmelrath: Maler Leon Löwentraut: „Ich lebe gerade meinen Traum“. Der Spiegel, abgerufen am 1. März 2021.
11. ↑  Der Standard: "Geschäftsmodell „Kunststar“: Was hinter der Marke Leon Löwentraut steckt", 21. Juli 2022, 12:00
12. ↑  Ausstellung in London! Leon startet durch. In: Express, 30. April 2015.
13. ↑  Armin Himmelrath: 18-jähriger Maler: „Ich lebe gerade meinen Traum“. In: Spiegel Online. 14. Oktober 2016, abgerufen am 6. Februar 2017.
14. ↑  Flavia Schlittler: Wunderkind Leon Löwentraut zeigt seine Werke heute in Basel: «Wenn andere schlafen, male ich». In: Blick.ch. 15. Oktober 2016, abgerufen am 11. März 2018.
15. ↑  Löwentraut, Shootingstar der Kunstszene, auf Mallorca. 1. Juni 2018, abgerufen am 1. März 2021.
16. ↑  Shootingstar: Neue Dimension für Löwentraut. In: RP ONLINE. 5. Juni 2018, abgerufen am 1. März 2021.
17. ↑  LEON LÖWENTRAUT – ONGOING THING^21 Große Ausstellung in Kopenhagen – Martin Asbæk Gallery. In: findART.cc. Abgerufen am 1. März 2021.
18. ↑  Kunststar Leon Löwentraut bei Geuer & Geuer Riesenandrang und alles ausverkauft. In: findART.cc. Abgerufen am 1. März 2021.
19. ↑  Kunsthalle Messmer zeigt Werkschau von Leon Löwentraut. Süddeutsche Zeitung, abgerufen am 1. März 2021.
20. ↑  Isa Klaas: Kunst fürs „Dorf“: Monheim huldigt Leon Löwentraut. In: WZ.de (Westdeutsche Zeitung). 28. September 2020, abgerufen am 1. März 2021.
21. ↑  Landtag NRW: 2801_Bildübergabe Löwentrau. Landtag Nordrhein-Westfalen, abgerufen am 1. März 2021.
22. ↑  30 Under 30. In: Forbes. Abgerufen am 1. März 2021.
23. ↑  „Under 30“: Leon Löwentraut in Forbes-Liste gewählt. Abgerufen am 1. März 2021.
24. ↑  Veronica Tuzii: Venezia, da Nauman al giovane Löwentraut. Sei itinerari d’arte oltre la Biennale. 21. Mai 2021, abgerufen am 22. November 2023 (italienisch).
25. ↑  Stefanie Weichselbaum: Wie Künstler Leon Löwentraut es mit 23 Jahren auf die „Forbes“-Liste schaffte. 8. Juli 2021, abgerufen am 22. November 2023.
26. ↑  Leon Löwentraut – Malerei aus Leidenschaft. 19. Oktober 2022, abgerufen am 22. November 2023.
27. ↑  Leon Löwentraut malt für die UNESCO. smalltalk, 29. September 2017.
28. ↑  THE 17 GOALS. In: Sustainable Development. Abgerufen am 1. März 2021.
29. ↑  Leon Löwentraut stellt in Paris aus. 3. April 2018, abgerufen am 1. März 2021.
30. ↑  Leon Löwentraut-Ausstellung eröffnet. In: SAT 1 NRW-Online-Redaktion. 7. Juni 2018, abgerufen am 1. März 2021.
31. ↑  Vortrag und Künstlergespräch im Rahmen der Deutschen Woche 2019 : Nachhaltigkeitsziele der Weltgemeinschaft – im Dialog mit der Kunst – Goethe-Institut Russland. Abgerufen am 1. März 2021.
32. ↑  Löwentraut-Ausstellung im Palazzo Medici Riccardi in Florenz. In: findART.cc. Abgerufen am 1. März 2021.
33. ↑  #Art4GlobalGoals, una mostra per lo sviluppo sostenibile. In: intoscana. 5. Oktober 2019, abgerufen am 1. März 2021 (italienisch).
34. ↑  Simon Küpper: Leon Löwentraut malt für Bundesregierung: So sieht ein Künstler gute Bildung. 25. August 2018, abgerufen am 1. März 2021.
35. ↑  Global Gate – das größte mobile Kunstwerk der Welt. Deutsche Welle, 28. November 2020, abgerufen am 1. März 2021.
36. ↑  Global Gate – das größte mobile Kunstwerk der Welt. Deutsche Welle, 28. November 2020, abgerufen am 1. März 2021.
37. ↑  #Art4GlobalGoals – 17 Issues Interpreted by Leon Löwentraut in His Art. Abgerufen am 1. März 2021.
38. ↑  Jochen Remmert: Seecontainer mit Mission: Ein Kunstwerk für Start und Landung. In: FAZ.NET. ISSN 0174-4909 (faz.net [abgerufen am 1. März 2021]).
39. ↑  Leon Löwentraut Editionen. In: ntv art Editionen. Abgerufen am 1. März 2021.
40. ↑  Künstler Löwentraut zeigt Skulptur am Frankfurter Flughafen. Süddeutsche Zeitung, abgerufen am 1. März 2021.
41. ↑  Kunst: Leon Löwentraut zeigt 21 Meter hohes Kunstwerk in Dubai. In: Die Zeit. 16. Dezember 2021, ISSN 0044-2070 (zeit.de [abgerufen am 22. November 2023]).
42. ↑  Löwentraut präsentiert neues Kunstwerk. In: SAT 1 NRW-Online-Redaktion. 8. März 2021, abgerufen am 22. November 2023.
43. ↑  Sebastian Otto: Festival of Lights: Lichtkunst für die Freiheit bei 75 % weniger Strom. 5. Oktober 2022, abgerufen am 22. November 2023.
44. ↑  18. Brandenburger Tor. In: Festival of Lights Berlin. Abgerufen am 22. November 2023.
45. ↑  VOLAR – Case Film auf YouTube, abgerufen am 22. November 2023 (deutsch).
46. ↑  Spektakuläre Kunstinstallation in Salzburg – Leon Löwentraut präsentiert mit Studierenden der Hochschule Kaiserslautern „VOLAR“. In: Nachrichten Kaiserslautern. 4. Juli 2022, abgerufen am 22. November 2023.
47. ↑  „volar“ – „Malen ist wie Fliegen“: Leon Löwentraut präsentiert spektakuläre Kunstinstallation in Salzburg. 25. Juni 2022, abgerufen am 22. November 2023.
48. ↑  Das Geheimnis menschlicher Kreativität. Deutsche Welle, 4. Februar 2023, abgerufen am 22. November 2023.
49. ↑  –. Deutsche Welle, 3. Februar 2023, abgerufen am 22. November 2023.
50. ↑  Das Salzburger Jugendfestival beginnt mit einem jungen Shootingstar. In: Salzburger Nachrichten. 2. Juli 2022, abgerufen am 22. November 2023.
51. ↑  María Kusche: La nueva galería del Pardo. J. Pantoja de la Cruz, B. González y F. López. In: Archivo Español de Arte. Band 72, Nr. 286, 30. Juni 1999, ISSN 1988-8511, S. 119–132, doi:10.3989/aearte.1999.v72.i286.748.
52. ↑  Virtual-Design-Studierende der Hochschule Kaiserslautern erhalten Auszeichnungen – Kaiserslautern. 5. Juli 2023, abgerufen am 22. November 2023.
53. ↑  Kaiserslauterer Studierende stehen im Goldregen. 11. Oktober 2023, abgerufen am 22. November 2023.
54. ↑  Ernst Barlach Preis wird 2023 an Leon Löwentraut verliehen. In: FAZ.NET. 10. November 2023, ISSN 0174-4909 (archive.org [abgerufen am 22. November 2023]).
55. ↑  Frederik Büll: Schrill und bunt: Das „Wunderkind“ der Szene erobert Wedel. In: Hamburger Abendblatt. 30. November 2023, abgerufen am 3. Dezember 2023.

| Personendaten    | Personendaten               |
| ---------------- | --------------------------- |
| NAME             | Löwentraut, Leon            |
| KURZBESCHREIBUNG | deutscher Nachwuchskünstler |
| GEBURTSDATUM     | 15. Februar 1998            |
| GEBURTSORT       | Kaiserslautern              |